# Curculioninae
Sous-famille
Les Curculioninae sont une sous-famille d'insectes de l'ordre des coléoptères.

## Tribus
Acentrini - Ancyloenemidini - Anoplini - Anthonomini - Camarotini - Cenchrenini - Ceratopodini - Cionini - Cranopoeini - Cryptoplini - Curculionini - Derelomini - Diabathrariini - Ellescini - Erodiscini - Eugnomini - Geochini - Gonipterini - Itini - Mecinini - Neosharpiini - Nerthopini - Otidocephalini - Piazorhinini - Prionobrachiini - Pyropini - Rhamphini - Smicronychini - Sphaeriopoeini - Storeini - Styphlini - Tychiini - Ulomascini - Viticiini

## Liste des genres rencontrés en Europe
- Acalyptus Schoenherr 1833.
- Acentrus Desmarest 1839.
- Anoplus Germar 1820.
- Anthonomus Germar 1817.
- Archarius Gistel 1856.
- Aubeonymus Jacquelin du Val 1855.
- Brachonyx Schönherr 1825.
- Bradybatus Germar 1824.
- Cionellus Reitter 1904.
- Cionus Clairville 1798.
- Cleopomiarus Pierce 1919.
- Cleopus Dejean 1821.
- Curculio Linnaeus 1758.
- Derelomus Schoenherr 1825.
- Dorytomus Germar 1817.
- Ellescus Dejean 1821.
- Geranorhinus Chevrolat 1860.
- Gymnetron Schönherr 1825.
- Isochnus Thomson 1859.
- Lignyodes Dejean 1835.
- Macrobrachonyx Pic 1902.
- Mecinus Germar 1821.
- Miarus Schönherr 1826.
- Neoderelomus Hoffmann 1938.
- Orchestes Illiger 1798.
- Orthochaetes Germar 1824.
- Pachytychius Jekel 1861.
- Paroryx Reitter 1913.
- Philernus Schoenherr 1835.
- Pseudorchestes Bedel 1894.
- Pseudostyphlus Tournier 1874.
- Rhamphus Clairville 1798.
- Rhinusa Stephens 1829.
- Rhynchaenus Clairville 1798.
- Sibinia Germar 1817.
- Sphincticraerus Marseul 1871.
- Stereonychus Suffrian 1854.
- Styphlidius Penecke 1936.
- Tachyerges Schoenherr 1825.
- Trachystyphlus Alonso-Zarazaga & Lyal 1999.
- Tychius Germar 1817.